# Boys-páncéltörő puska
A Rifle, Anti-Tank, .55in, Boys vagy közismertebb nevén Boys-páncéltörő puska egy brit gyártmányú páncéltörő puska volt, melyet a második világháború alatt használtak.
Három fő változatban készült, az első, korai változata (Mark I) kerek csőszájfékkel és T alakú egyszárú állvánnyal készült, ezt a típust a BSA gyártotta Angliában, későbbi változatát (Mark I*) a Jonathan Inglis gyártotta Torontóban, ezen a típuson már szögletes csőszájféket és V alakú villaállványt alkalmaztak, a harmadik változata deszantegységeknek készült 762 mm hosszú csővel, csőszájfék nélkül. Lőszert is több típusban gyártottak, a későbbi változatai már jobb páncélátütő képességgel rendelkeztek.
A háború korai szakaszában kielégítő teljesítményt nyújtott a könnyű harckocsik ellen, de a nehezebb típusok ellen már hatástalan volt, a háború előrehaladtával pedig a PIAT kiszorította a hadrendből.

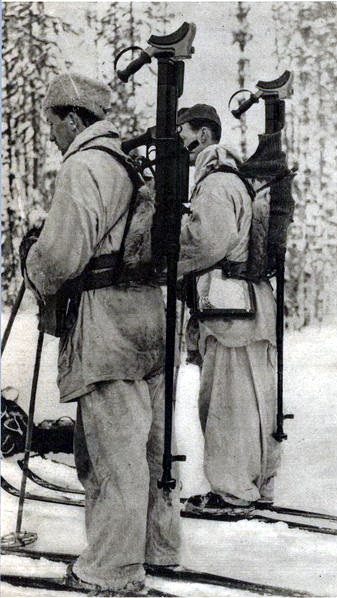
Svéd önkéntesek a téli háborúban Boys-páncéltörő puskákkal

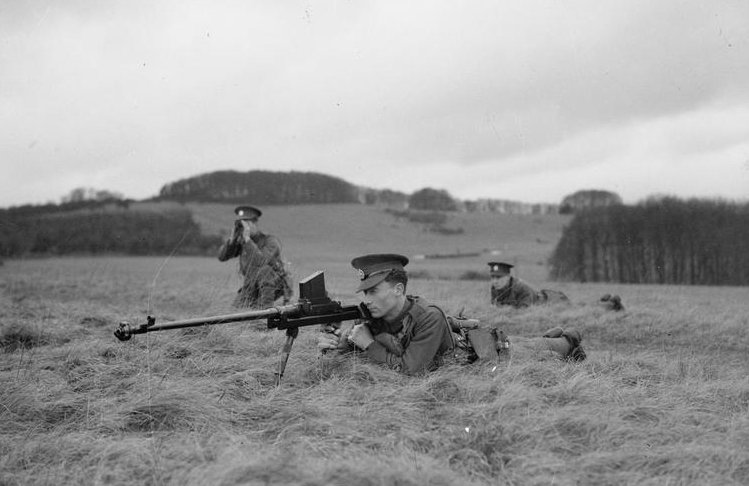
Kiképzés

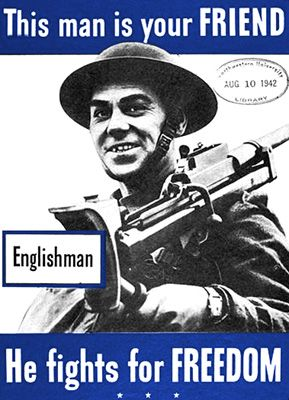
Amerikai második világháborús plakát, melyen egy angol katona látható Boys-puskával a vállán

## Tervezés és fejlesztés
A fegyver névadója H. C. Boys százados volt, aki a brit lőfegyverbizottság tagja és a Royal Small Arms Factory tervezője volt. A fegyver eredeti neve a Stanchion volt, de később átnevezték a Boys százados iránti tisztelet jegyében, miután néhány nappal a puska hadrendbe állítása, 1937 novembere előtt meghalt.
A fegyver forgó-tolózáras működtetésű, öt töltény befogadására alkalmas tárral látták el, mérete és súlya nagy volt, ezért ellátták elöl egy villaállvánnyal, hátul, a párnázott puskatusa alatt pedig egy kiegészítő markolattal. A nagy méretű, 0.55 hüvelykes lövedék keltette hátrarúgás csökkentése érdekében a puskacsövet egy csúszószánba rögzítették, a villaállványba lengéscsillapítót szereltek, a puskacső végére pedig csőszájféket erősítettek. A fegyvert számos kis méretű csavarral szerelték össze, melyek a tokba voltak becsavarva, így a fegyver karbantartása és javítása felért egy rémálommal.
A lőszer az .50 BMG típus egy adaptációja volt, melyet peremmel és egy 47,6 gramm súlyú lövedékkel láttak el. Rendszerbe állításakor a fegyver hatékonynak bizonyult a könnyen páncélozott járművek ellen (23,2 mm vastagságig) 91 méteres távolságig.
A világháború alatt két fő tölténytípust használtak, az egyik a W Mark 1 (60 g súlyú páncéltörő lövedék 747 m/s csőtorkolati sebességgel), a másik a W Mark 2 (47,6 g súlyú páncéltörő lövedék 884 m/s csőtorkolati sebességgel) volt. A W Mark 1 91 méteres lőtávolságban maximum 23,2 mm vastag páncélzatot tudott átlőni, amely megegyezett egy féllánctalpas vagy egy páncélautó homlokpáncélzatának vastagságával, vagy egy könnyű harckocsi oldal vagy hátsó páncélzatával. A háború előrehaladtával egy sokkal hatásosabb töltényt fejlesztettek ki, a W Mark 2-est, amely volfrám-karbid-magvas tölténnyel rendelkezett, és 945 m/s csőtorkolati sebességgel bírt. A Boys hatásos lőtávolsága páncélozatlan célpontok ellen (mint például a gyalogság) sokkal nagyobb volt.
Hátrasikló puskacsöve és a párnázott puskatusa ellenére a fegyver hátrarúgása (a lövés után hallatszó robaj mellett) borzasztóan nagy volt, így gyakran szerzett a lövész nyak- vagy vállsérülést.

## Szolgálat
A Boys-páncéltörő puskát a második világháború elején használták könnyen páncélozott német harckocsik és más harcjárművek ellen. Nagy-Britannia Finnországot is ellátta a típussal 1939 és 1940 között, a téli háború idején. A finn katonák körében a fegyver közkedvelt volt, mivel hatásosan felvehették vele a harcot a szovjetek T–26 típusú harckocsijai ellen.
Habár hatékony volt a korai német és olasz páncélosok ellen Franciaországban és Észak-Afrikában, mint a Panzer II és a Panzer III korai típusai, a világháború folyamán egyre jobban növelt páncélzatok ellen már hatástalannak bizonyult. 1942-ben egy rövidített változatot fejlesztettek ki az ejtőernyős alakulatok számára, melyeket Tunéziában vetettek be, de teljesen hatástalannak bizonyultak, mivel a rövidített cső a csőtorkolati sebesség csökkenését eredményezte. Az európai hadszíntéren viszonylag hamar, 1943-ban felváltották a fegyvert a PIAT (Projector, Infantry, Anti-Tank) páncéltörő fegyverrel, melyet először Szicília megszállásakor használtak. Ezután a Boys más feladatkörben kapott szerepet, mint például bunkerek, géppuskafészkek és vékonyan páncélozott járművek elleni küzdelem, de ebből a feladatkörből is hamar kivonták az amerikai M2 Browning géppuska elterjedésével a brit és nemzetközösségi alakulatoknál.
Mivel a .50 Browninghoz használhattak páncéltörő (AP), páncéltörő-gyújtó (API) és páncéltörő-gyújtó fényjelző (APIT) lövedékeket, így ugyanúgy alkalmas volt páncélozott járművek ellen, illetve a páncéltörő-gyújtó lövedékekkel sokkal nagyobb pusztítást lehetett vele végrehajtani, mint a Boys-puskával, emellett a Browning alkalmas volt légvédelmi feladatkör betöltésére is.
A csendes-óceáni hadszíntéren viszont továbbra is használták a Boys-páncéltörő puskát a könnyen páncélozott japán harckocsik ellen. Az 1942-es év végén Malajziában az 1. pandzsabi ezred (1st Punjab Regiment) egy úttorlasznál sikeresen hatástalanított két japán könnyű harckocsit. A szingapúri csata folyamán a brit 1. cambridgeshire-i ezred (1st Cambridgeshire Regiment) nagyon hatékonynak találta a Boys-puskákat, segítségükkel lyukakat lőttek a falakba az utcai harcok során.

## Alkalmazók
- Amerikai Egyesült Államok – az 1942-es év elején használták a Fülöp-szigeteken beásott gyalogság ellen.[7] A koreai háború alatt a tengerészgyalogosok kanadai katonáktól kölcsönöztek néhányat, majd távcsővel látták el őket. Nagy hatótávolságú mesterlövészpuskának használták a fegyvereket.
- Ausztrália
- Egyesült Királyság
- Finnország – 14 mm pst kiv/37 jelöléssel rendszeresítették, majd vetették be a téli háború és a folytatólagos háború alatt.
- Franciaország – 25 mm-es páncéltörő lövegekért cserébe kaptak egy nagyobb mennyiséget.[8]
- Fülöp-szigetek
- Harmadik Birodalom – a Norvégiából és Franciaországból evakuált brit expedíciós erők által hátrahagyott fegyvereket rendszeresítették 13,9-mm Panzerabwehrbüchse 782(e) jelöléssel.[7]
- Írország
- Kanada
- Kínai Köztársaság – néhányat átkalibráltak .50 BMG lőszerre, majd mesterlövészpuskaként használták.
- Kongói Demokratikus Köztársaság – 1964-65 között használtak néhányat a kongói lázadók.
- Luxemburg
- Szovjetunió – a kölcsönbérleti törvényt követően kaptak 3200 darabot.[9]
- Új-Zéland

### Járművekbe építve
A Boys-páncéltörő puskát egyes páncélautókba, szállító járművekbe építve is használták, mint példáult a Universal Carrier vagy a Standard Beaverette.

## Fordítás
- Ez a szócikk részben vagy egészben  a   Boys anti-tank rifle című angol Wikipédia-szócikk ezen változatának fordításán alapul.  Az eredeti cikk szerkesztőit annak laptörténete sorolja fel. Ez a jelzés csupán a megfogalmazás eredetét és a szerzői jogokat jelzi, nem szolgál a cikkben szereplő információk forrásmegjelöléseként.